# Примроуз, Нил, 3-й граф Розбери
Нил Примроуз, 3-й граф Розбери (англ. Neil Primrose, 3rd Earl of Rosebery; 1728 — 25 марта 1814) — шотландский пэр и политик.

## Происхождение

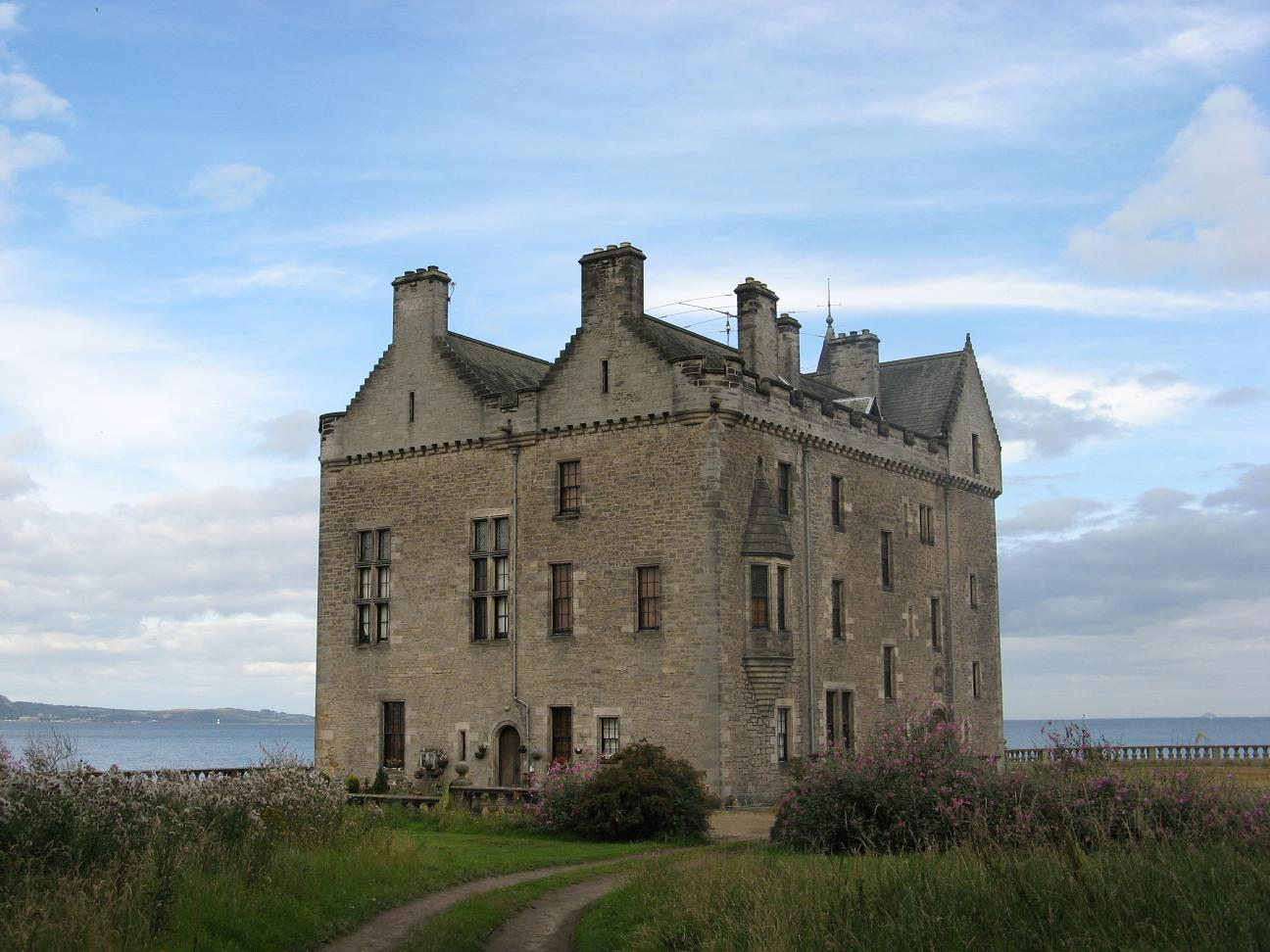
Замок Барнбугл, вид с юго-востока

Родился в 1728 году в Далмени, Уэст-Лотиан, Шотландия. Младший сын Джеймса Примроуза, 2-го графа Розбери (1691—1765), и его жены Мэри Кэмпбелл (? — 1756). Его отец «был заключен в тюрьму за бунт и долги и значительно истощил свое наследство. Его семейные поместья были переданы в руки попечителей».
Его бабушкой и дедушкой по отцовской линии были Арчибальд Примроуз, 1-й граф Розбери и Доротея Кресси (дочь Эверингема Кресси). Его бабушка и дедушка по материнской линии были достопочтенный Джон Кэмпбелл (сын 9-го графа Аргайла и леди Мэри Стюарт, дочери 4-го графа Морей) и достопочтенная Элизабет Эльфинстон (дочь 8-го лорда Эльфинстона).

## Карьера
Вначале Нил Примроуз был торговцем в Лондоне до смерти своего отца 26 ноября 1755 года, когда он стал 3-м графом Розбери (Пэрство Шотландии), 3-м виконтом Розбери (Пэрство Шотландии), 3-м виконтом Инверкитинга (Пэрство Шотландии), 3-м лордом Примроузом и Далмени (Пэрство Шотландии), 7-м баронетом Примроузом из Каррингтона. Унаследовав графство, он отправился в 18-месячное гран-тур, посетив Рим и Венецию, где провел много времени с архитектором Робертом Адамом, которого он знал дома.
По возвращении из Европы он работал над освобождением поместья Розбери от долгов, реорганизацией его сельскохозяйственной практики и посадкой деревьев . Он был назначен пэром-представителем Шотландии Палате лордов Великобритании в 1768, 1774 и 1780 годах.
4 марта 1771 года он стал кавалером Ордена Чертополоха.

## Личная жизнь

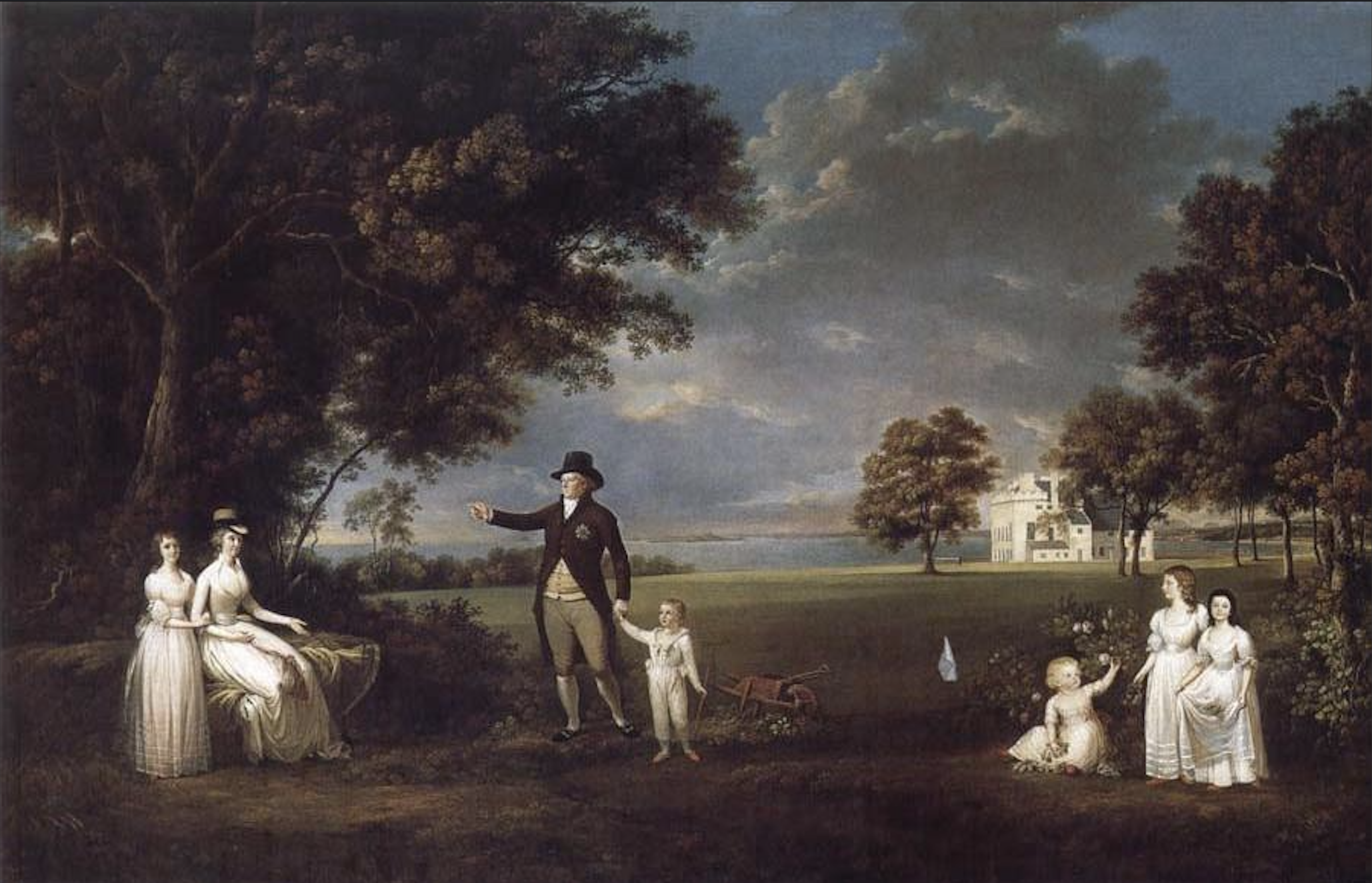
Граф Розбери с семьей возле замка Барнбугл, картина Александра Несмита, 1788 год.

19 мая 1764 года он женился первым браком на наследнице Сьюзен Уорд (? — 20 августа 1771), дочери сэра Эдварда Уорда, 5-го баронета. Первый брак был бездетным. Сьюзен умерла, оставив мужу свое поместье в Норфолке.
17 июля 1775 года он женился вторым браком на Мэри Винсент (? — 9 мая 1823), дочери сэра Фрэнсиса Винсента, 7-го баронета, и Мэри Говард (дочери генерал-лейтенанта достопочтенного Томаса Говарда, который занимал пост губернатора Бервика, и Мэри Мортон, младшая дочь Уильяма Мортона, епископа Мита). До его смерти в 1814 году они жили в замке Барнбугл и имели пятерых детей, в том числе:
- Леди Шарлотта Примроуз (ок. 1776 — 17 сентября 1864), которая в 1800 году вышла замуж за генерала Кеннета Говарда, 1-го графа Эффингема, сына генерал-лейтенанта Томаса Говарда[4] . После его смерти в 1845 году она вышла замуж за Томаса Холмса в 1858 году[1].
- Леди Мэри Примроуз (1777 — 7 января 1847), в 1808 году она вышла замуж за Генри Джона Шеперда, сына сэра Сэмюэля Шеперда и Элизабет Уайт (сестры генерального прокурора Джона Уайта)[1][5].
- Леди Доротея Арабелла Примроуз (1779 — 16 ноября 1825), в 1801 году она вышла замуж за Уильяма Херви из Бодвелл-холла, Карнавон, сына Томаса Херви, эсквайра[6][7].
- Арчибальд Джон Примроуз, 4-й граф Розбери (14 октября 1783 — 4 марта 1868), в 1808 году женившийся на Харриетт Бувери, дочери достопочтенного Бартоломью Бувери (сын 1-го графа Рэднора). Они развелись в 1815 году[8], и он в 1819 году женился на достопочтенной Энн Маргарет Энсон, дочь Томаса Энсона, 1-го виконта Энсона, и леди Энн Маргарет Кок (дочери 1-го графа Лестера)[9].
- Достопочтенный Фрэнсис Уорд Примроуз (13 февраля 1785 — 26 мая 1860), который в 1829 году женился на Перси Гор, дочери полковника Ральфа Гора из Барроумаунта, графство Килкенни[1].

Лорд Розбери скончался в Далмени 25 марта 1814 года, и его титулы унаследовал его старший сын Арчибальд.